# Vincent Estève
Vincent Estève est un footballeur français né le 21 juillet 1945 à Meknès (Maroc). Formé à l'AS Cannes, cet arrière droit a joué au FC Nantes. Il a été international le 24 avril 1968 (Yougoslavie-France, 5-1) pour un match de qualification de Coupe d'Europe. Il est finaliste de la Coupe de France en 1970.

## Carrière de joueur
- 1963-1967 :  AS Cannes
- 1967-1970 :  FC Nantes (77 matches en division 1)
- 1970-1973 :  SC Toulon

## Palmarès
- International A en 1968 (1 sélection)
- Finaliste de la Coupe de France en 1970

## Source
- Collectif, Les Jaunes en Bleu, l'album des 62 internationaux nantais, hors série Presse-Océan, 2008, cf. page 49